# La grande speranza
La grande speranza è un film di guerra del 1954 diretto da Duilio Coletti.
Tratta, in forma romanzata, un episodio reale del 1940 che ha coinvolto il sommergibile Comandante Cappellini della Regia Marina.

## Trama
Durante la seconda guerra mondiale un sommergibile italiano compie una lunga crociera di guerra nell'Oceano Atlantico. Affonda alcune navi nemiche, cercando di salvare gli sfortunati naufraghi che vengono accolti a bordo.
Tra gli italiani e i marinai nemici c'è molta diffidenza, anche se ben presto nasce una forte attrazione tra il comandante ed una bella ausiliaria britannica.
Dopo un lungo attacco aereo il battello è impegnato in una furibonda battaglia con una nave belga e, imprevedibilmente, questa circostanza avvicina i marinai italiani ai loro prigionieri. I prigionieri saranno, poi, sbarcati nelle Azzorre.

## Curiosità
L'attrice protagonista è la canadese Lois Maxwell, che durante la 2ª guerra mondiale si arruolò, appena quindicenne, nella Royal Canadian Army.
È nota al grande pubblico per avere interpretato il ruolo di Miss Moneypenny in numerosi film di 007.